# František Douda
František Douda (Checoslovaquia, 23 de octubre de 1908-15 de enero de 1990) fue un atleta checoslovaco, especialista en la prueba de lanzamiento de peso en la que llegó a ser medallista de bronce olímpico en 1932.

## Carrera deportiva
En los JJ. OO. de Los Ángeles 1932 ganó la medalla de bronce en el lanzamiento de peso, llegando hasta los 15.61 metros, siendo superado por los estadounidenses Leo Sexton (oro con 16.00 metros) y Harlow Rothert (plata con 15.67 metros).